# El cogombre
El cogombre (títol original: The Pickle) és una pel·lícula estatunidenca dirigida per Paul Mazursky i estrenada l'any 1993. És una sàtira dels films de gran pressupost de Holywood. Ha estat doblada al català.

## Argument
Un director de cinema estatunidenc de Nova York, que ha viscut a París durant els deu últims anys, té encara alguns admiradors, encara que els seus tres últims films han estat fracassos comercials. Torna a Nova York per rodar un film de ciència-ficció amb un guió estrany, The Pickle, que accepta rodar per raons econòmiques. És la història d'un grup de joves grangers de Kansas, que han fet créixer una verdura tan gran que esdevé una nau espacial, a bord de la qual visitaran un planeta anomenat « Cleveland ».

## Repartiment
- Danny Aiello: Harry Stone
- Dyan Cannon: Ellen Stone
- Clotilde Courau: Françoise
- Shelley Winters: Yetta
- Barry Miller: Ronnie Liebowitz
- Jerry Stiller: Phil Hirsch
- Chris Penn: Gregory Stone
- Little Richard: President
- Jodi Long: Yakimoto Yakimura
- Rebecca Miller: Carrie
- Stephen Tobolowsky: Mike Krakower
- Caroline Aaron: Nancy Osborne
- Rita Karin: Àvia
- Linda Carlson: Bernadette
- Kimiko Gelman: Patti Wong
- Ally Sheedy: Molly-Girl / Ally Sheedy
- J.D. Daniels: Harry, de jove
- Spalding Gray: Metge
- Elya Baskin: Russian Cab Driver
- Michael Greene: Granger en missió de control
- Robert Cicchini: recepcionista del magatzem d'electrònica
- John Rothman: Xofer
- Castulo Guerra: Jose Martinez
- Caris Corfman: Yetta, de jove
- Arthur Taxier: Pare
- Sol Frieder: Avi
- Paul Mazursky: Butch Levine
- Michael Shulman: Butch, de jove
- Brandon Danziger: Pinnie
- Louis Falk: Irwin
- Ben Diskin:
- Geoffrey Blake: Clem
- Brent Hinkley
- Eric Edwards
- Isabella Rossellini